# Ессентукская грязелечебница
Ессентукская бальнеогрязелечебница — здание медицинского назначения в городе Ессентуки, регион Кавказские Минеральные Воды, Россия; один из наиболее известных памятников архитектуры курортного города. Состоит из четырёх двухэтажных соединённых корпусов, занимающих половину квартала в самом центре города, в двух шагах от Курортного парка. Адрес: улица Семашко, дом 10.
В 1911 году Петербургское общество архитекторов объявило конкурс на создание проекта грязелечебницы для Ессентуков — молодого, растущего курорта. Из многих проектов был выбран к исполнению проект академика Евгения Шреттера. Его идея придать грязелечебнице облик античных терм — общественных купален — победила.
Сооружение грязелечебницы началось в 1913 году и велось очень активно, несмотря на начавшуюся войну.
22 июля 1915 года (по другим данным — 21 июня) состоялось торжественное открытие грязелечебницы, названной Алексеевской в честь цесаревича Алексея Николаевича, наследника престола Романовых. Не исключали, что болезненный мальчик будет когда-нибудь принимать в ней процедуры.
В 1923 году грязелечебница получила имя Н. А. Семашко — первого наркома здравоохранения.
Основной лечебный метод — аппликации лечебной грязью Тамбуканского озера. За сто лет существования грязелечебницы процедуры не изменились. Используются 12 видов лечебной грязи; одновременно лечение могут проходить до 220 человек в 62 кабинах, общая проектная мощность лечебницы — 2500 процедур в день. Добавлялись и новые методы: с 1918 г. по предложению профессора А. А. Лозинского — электролизация через грязь; с 1921 г. профессор А. И. Лебедев начинает применять лечение гинекологических болезней грязевыми тампонами; в годы Великой Отечественной войны О. Ю Волкова и А. Л. Шинкаренко, доказав бактерицидные свойства грязи, пришли к методу холодного наложения грязи на открытые раны; в 1956 г. И. В. Котлер разработал метод грязеиндуктотермии.
Здание грязелечебницы построено в стиле античного неоклассицизма. Замыслом архитектора было придать ему подобие древнеримских Терм III—IV веков с их монументальностью и изысканностью. Подобно термам, здание проектировалось состоящим из двух частей — мужской и женской.
Здание сооружено из местного камня, своды бетонные под черепичной кровлей, изготовленной по римским образцам. Снаружи стены отделаны грубо обработанным рустованным кисловодским доломитом, добытым в Аликоновском ущелье. Каждому вырубленному блоку придан вид глыбы дикого камня.
Главный фасад украшен портиком с двумя рядами ионических колонн. По сторонам от парадного входа на высоких постаментах установлены скульптуры древнегреческих богов — бога врачевания Асклепия и его дочери богини чистоты и здоровья Гигеи (скульпторы Л. А. Дитрих и В. В. Козлов).
Ко входу ведут пологие пандусы, охраняемые двумя скульптурными фигурами львов. Львы прижимают лапами змей, что призвано символизировать победу человека над болезнями.
На фасадах лечебницы — барельефы на темы медицины и здоровья, также выполненные скульпторами Дитрихом и Козловым. Барельеф при парадном входе изображает бога Посейдона, дарующего людям воду.
Войдя в лечебницу, пациенты попадают в большой прямоугольный вестибюль, а затем в Центральное помещение — сводчато-купольный Атриум с колоннами и световым фонарём высотой 15 метров, украшенный барельефами и мифологическими скульптурами. В грязелечебнице сохранилась старая мебель из чёрного дуба, разработанная ещё по эскизам самого Е. Ф. Штеттера. В 1978 году здание украсилось витражами созданными ессентукским художником Иваном Катановым, органично вписавшимися в сложившийся ансамбль.
В цокольном этаже здания архитектор спроектировал бассейны для хранения грязи (общая их вместимость — более 4,5 тонн), помещения для её подогрева, водопроводное и паропроводное оборудование, инженерные системы вентиляции лечебных кабин. Нагретая грязь подаётся на верхний этаж помощью электроподъёмника и развозится вагонетками по кабинам. В глубине двора можно видеть высокую трубу котельной.